# Nor Artagers
Nor Artagers là một đô thị thuộc tỉnh Armavir, Armenia. Dân số ước tính năm 2011 là 1748 người.